# Wrzeszcz (okręg historyczny)

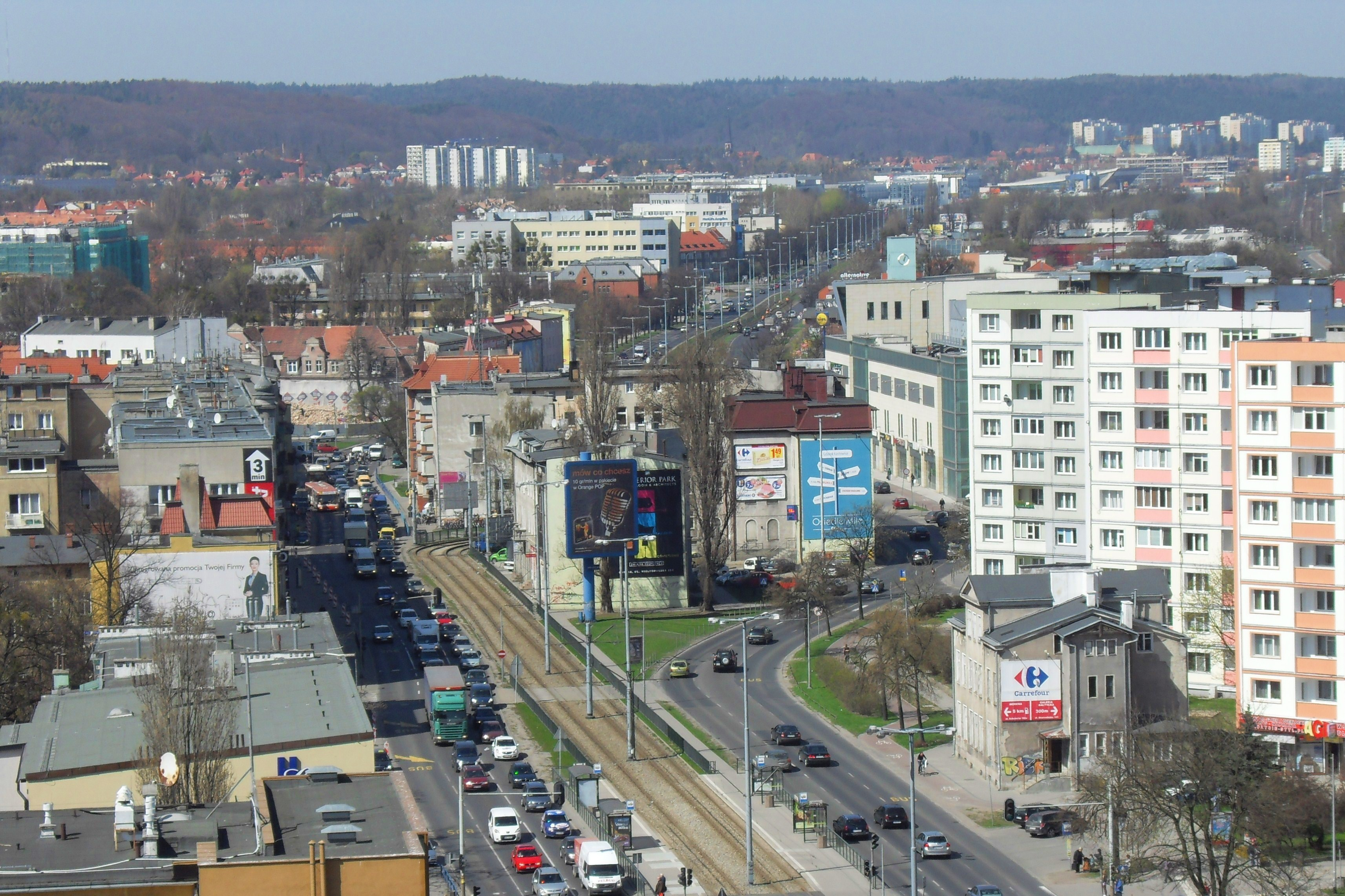
Widok na część okręgu historycznego Wrzeszcz

Wrzeszcz – jeden z sześciu okręgów historycznych w Gdańsku, którego centrum stanowi część miasta nazywana Wrzeszczem.
W skład okręgu wchodzą następujące jednostki morfogenetyczne:
- Brętowo
- Kolonia
- Nowe Szkoty
- Migowo
- Piecki
- Strzyża Dolna
- Strzyża Górna
- Suchanino Północne
- Święta Studzienka
- Wielka Aleja
- Wrzeszcz.